# Anomalonyx
Anomalonyx is een geslacht van kevers uit de familie bladkevers (Chrysomelidae).
De wetenschappelijke naam van het geslacht werd in 1903 gepubliceerd door Julius Weise.

## Soorten
- Anomalonyx bifasciatus Laboissiere, 1931
- Anomalonyx concolor Weise, 1903